# Quan Bray
Quan Bray (* 28. dubna 1993 LaGrange, Georgie) je hráč amerického fotbalu nastupující na pozici Wide receivera za tým Buffalo Bills v National Football League. Univerzitní fotbal hrál za Auburn University, po Draftu NFL 2015, kdy si ho nevybral žádný tým, podepsal smlouvu s týmem Indianapolis Colts.

## Vysoká škola a univerzita
Quan Bray byl vyhodnocen jako pátý nejlepší atlet podle ESPN.com a čtyřicátý nejlepší hráč celkově z celé země. Mohl si vybrat, jestli se stane Running backem, Wide receiverem, Cornerbackem nebo Safetym; jako budoucí působiště si 2. února 2011 zvolil Auburn University před University of Alabama. Na Auburnu byl v posledním ročníku vybrán do druhého all-stars týmu conference SEC na pozici Return specialisty, a jako první hráč v historii své školy skóroval touchdown během jedné sezóny z běhu, punt returnu i zachycené přihrávky.

## Profesionální kariéra
| Parametry před draftem |           |                    |             |             |        |          |                   |                |              |
| Výška                  | Váha      | Sprint na 40 yardů | 10-yd split | 20-yd split | 20 ss  | 3 kužely | Vertikální výskok | Skok z místa   | Benchpress   |
| 5 stop 10 palců        | 183 liber | 4.50 s             | 1.56 s      | 2.58 s      | 4.28 s | 6.87 s   | 34 palců          | 9 stop 8 palců | 12 opakování |

### Indianapolis Colts
Poté, co si ho nevybral žádný tým během sedmi kol Draftu NFL 2015, Bray jako volný hráč podepsal 5. května 2015 smlouvu se Indianapolis Colts. Během tréninkového kempu zaujal natolik, že se 6. září stal náhradníkem. 27. října, po zranění Phillipa Dorsetta se stal členem základního kádru.